# Sankta Ingrids Gille
Sankta Ingrids gille är en hembygdsförening i Skänninge i Mjölby kommun, Östergötland, som bland annat driver tre museigårdar och dessutom har ansvar för ett museum med ortens historiska samlingar. Föreningen grundades 1926 under namnet Skeninge Fornminnes och Hembygdsförening. Dess nuvarande namn anknyter till ett tidigare kloster i staden, S:ta Ingrids kloster. I föreningens samlingar, som finns i stadens gamla rådhus från 1700-talet, beskrivs bland annat Skänninges storhetstid som handelsplats och religiöst centrum mellan 1200-talet och mitten av 1500-talet. Dessutom visas minnen från både modernare och äldre tid, bland annat Sveriges äldsta familjegrav som är från 1000-talet.
De tre museigårdarna i kulturreservatet "Gamla Skeninge" ägs av kommunen, men sköts av Sankta Ingrids gille, som även äger föremålen. Gårdarna har olika teman. Sandbergsgården visar upp en borgarmiljö från 1800-talet, med inslag av äldre stil och bevarade originalmålnigar från 1700-talet. Där finns även en stor trädgård med äldre växter och fruktträd samt lusthus. Axbomsgården är ett skolmuseum med inventarier från 1800-talet. I Sjölingården har varje rum sitt eget tema, till exempel apotek, allmogekök och handelsbod. Alla hus står på sina ursprungliga platser, med undantag för skolmuseet som har flyttats ett tiotal meter. I området, som invigdes 1959, finns även en traditionell örtagård som är uppförd på Allhelgonakayrkans (från tidigt 1100-tal) begravningsplats.